# جاكوب فيلك
جاكوب فيلك (بالبولندية: Jakub Wilk)‏ (11 يوليو 1985 ببوزنان في بولندا - ) هو لاعب كرة قدم بولندي في مركز الوسط. شارك مع منتخب بولندا لكرة القدم. أما مع النوادي، فقد لعب مع لخ بوزنان وليخيا غدانسك ونادي جالغيريس ونادي فاسلوي وزاغليبي سوسنويتش.

## وصلات خارجية
- جاكوب فيلك على موقع قاعدة بيانات كرة القدم.إي يو (الإنجليزية)
- جاكوب فيلك على موقع ناشيونال فوتبول تيمز (الإنجليزية)
- جاكوب فيلك على موقع Soccerway.com (الإنجليزية)
- جاكوب فيلك على موقع عالم كرة القدم.نت (الإنجليزية)